# Nkolmetet
 (janvier 2015).
Nkolmetet est une commune et un arrondissement du Cameroun dans le département du Nyong-et-So'o et la région du Centre.

## Géographie
L’arrondissement de Nkol-Metet est situé dans la région du Centre au Cameroun à 90 kilomètres de la capitale politique, Yaoundé. Il dépend administrativement du département du Nyong-et-So’o, dont le chef-lieu est Mbalmayo.
Le climat est de type équatorial, avec deux saisons pluvieuses et une saison sèche. Les changements climatiques ont considérablement modifié la typologie de ce climat.

## Population
Lors du recensement de 2005, la commune comptait 13 647 habitants, dont 1 529 à Nkolmetet.
D’un point de vue ethnographique, les populations de Nkol-Metet sont des Bene. Cependant, il convient de rappeler ici que les principales familles Bene sont issues des unions matrimoniales de Nnebodo avec Amombo Kunu et de Ndzié Manga qui donneront sept grands lignages Bene : les Mvog Belinga, les Oteloa ou Mvog Owono Tsogo, les Mvog Mbartsogo, les Mvog Manze, les Mvog Ndi et les Mvog Manga.
Ces différents lignages ont subi le processus de la segmentation qui est consubstantiellement liée à l’organisation politico sociale des sociétés lignagères segmentaires. En effet, la segmentation se résume par le fait que chaque segment lignager est le point de départ d’un nouveau Mvog. Dans le cas d’espèce, les Bene de Nkol-Metet dérivent de la postérité de Mbartsogo qui a donné naissance à douze lignages dont huit sont présents à Nkol-Metet. Quoique les Mvog Mbartsogo soient dominants, il existe aussi à Nkol-Metet des minorités ethniques Bene et non Bene qui sont présentes et assimilées aux grands ensembles de la postérité de Mbartsogo. Nous faisons référence ici aux : Eben, Elende, Kombé, Mvog Ndi, Yembäe, Yenakoun.

## Organisation
Outre Nkolmetet la commune comprend les villages suivants :

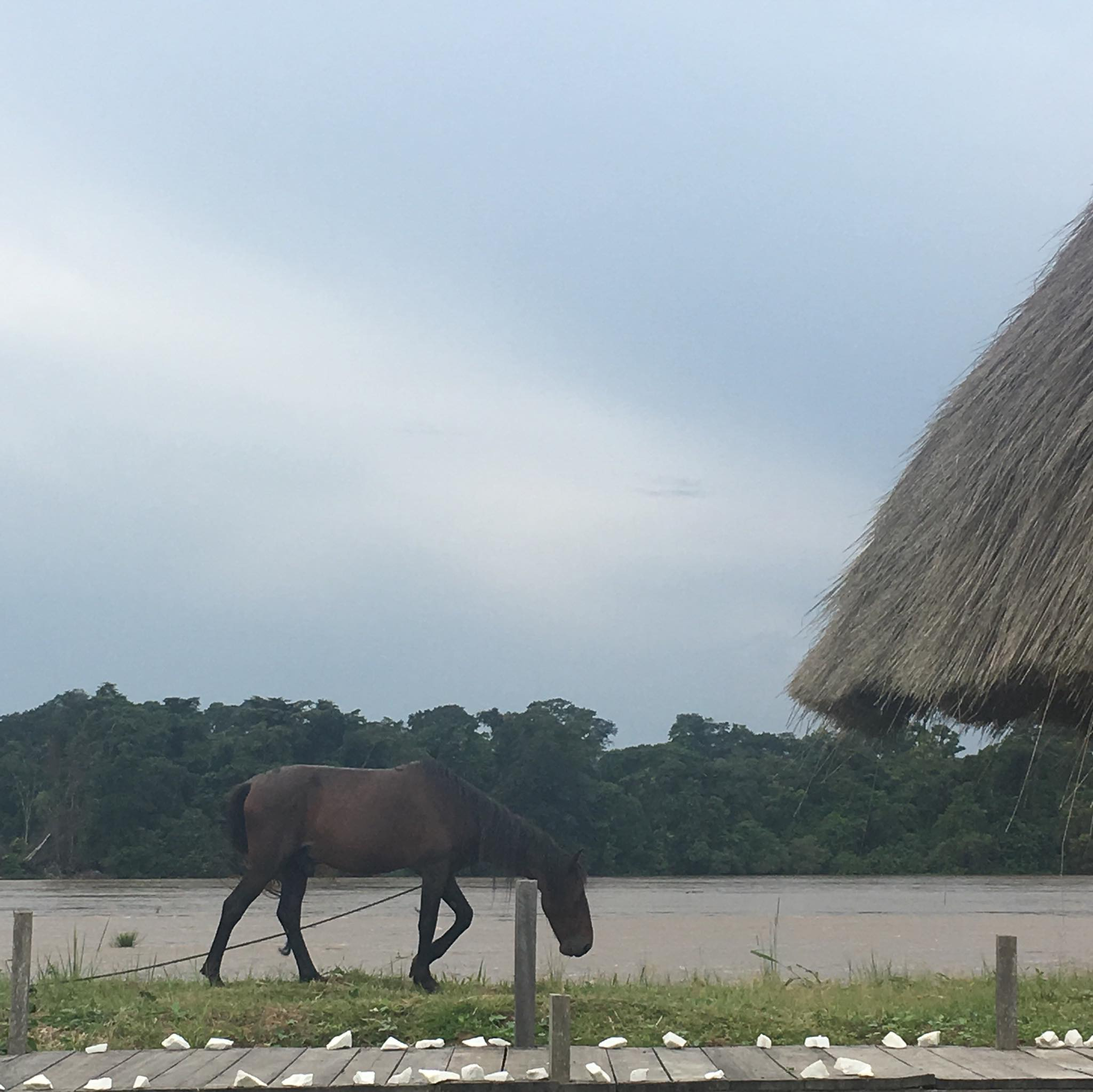
Cheval à Nkolmetet

- Awaé
- Ayéné
- Bikoko
- Bizock
- Ebomsi I
- Ebomsi II
- Efoulan
- Ekekam
- Elende
- Endengué
- Kondessong
- Mbedoumou II
- Mbega
- Mengueme Bane
- Metet
- Ngoantet
- Nkol Ekabili
- Nkol Ngui
- Nkol Oveng
- Nkol Tombo
- Nkolya
- Nsessougou
- Obout
- Olamdoé
- Oveng
- Soassi
- Yop
- Zalom

## Administration
D’un point de vue administratif et politique, l’arrondissement de Nkol-Metet épouse les contours géographiques de la commune de la dite localité. Ex-district de Nkol-Metet, cet arrondissement est né en faveur du décret no 2008/376 du 12 novembre 2008 portant organisation administrative de la République du Cameroun, qui en son article Ier, alinéa 2, passe de quatre à trois circonscriptions administratives et du décret no 2010/198 du 16 juin 2010 qui érige les districts en arrondissements.
L’arrondissement de Nkol-Metet compte trente-quatre chefferies dont deux chefferies de Groupement et trente-deux chefferies de 3e degré.
Sur le plan social et sanitaire, l’hôpital EPC (Église presbytérienne camerounaise) de Metet, vu sa position à cheval entre les départements du Nyong et So’o et du Dja et Lobo, a fortement desservi les populations de ces localités et même de l’ensemble du pays en matière de santé publique. Fondé par les Américains vers la fin des années 60, cet établissement hospitalier a longtemps été une référence dans la région.
L’arrondissement de Nkol-Metet compte sept établissements d’enseignement secondaire ; une trentaine d’écoles primaires et trois écoles maternelles.
Sur le plan sécuritaire, l’arrondissement de Nkol-Metet compte une brigade de gendarmerie et un commissariat spécial de police.

## Personnalités nées à Nkolmetet
- Philippe Alain Mbarga, évêque, né à Obout.
- Joseph Ndi Samba, maire de Nkolmetet, né à Nkolmetet.
- Etoundi Oyono, administrateur civil, directeur général PAD et directeur MAETUR, né à Metet.
- Olanna Manga Mélaine Landry, Autorité Civile, homme d'affaires et entrepreneur agro-pastoral né à Metet.
- Ndi Ndi Jean-Felix, homme de santé de renom né à Metet
- Rév Dr MVENG OWONO Luc Bruno, pasteur à l'Église Presbytérienne camerounaise depuis le 5 juillet 1964 (57 ans) ; 13e modérateur de l'Assemblée Générale de l'ÉPC en 1969. Premier prélat de l'arrondissement de Nkolmetet ( toutes obédiences religieuses confondues).
- Jordan Beauclaire, économiste Franco-Barbadien est né à l'hôpital américain de Metet.